# Алмус (бира)
Вижте пояснителната страница за други значения на Алмус.
Алмус е търговска марка българска бира, тип лагер, която се произвежда от пивоварната „Ломско пиво“АД, гр. Лом.
Бирата носи името на римския кастел Алмус, разположен в близост до Лом, при вливането на река Лом в река Дунав.

## Характеристика
Бирата „Алмус“ се произвежда по класическа технология под контрола на баварския пивоварен институт Weihenstephan – Мюнхен. Отличава се с бистрота и пенливост, хмелов аромат, приятна горчивина и резливост. Тези ѝ качества са резултат от съчетание на висококачествен малц, хмел – внос от областта Халертау – Германия, специален щам пивоварни дрожди, царевичен грис и вода, обработена по специална технология. Бирата Алмус (луксозно и оригинално пиво) е отличена през 1996, 1997 и 1998 г. с награди на Международното изложение „Monde Selection“, Брюксел, Белгия.

## Асортимент
Търговският асортимент на марката включва:
- „Алмус Lager“ – светла бира. Състав: вода, ечемичен малц, царевичен грис, хмел, бирена мая. Алкохолно съдържание 4,5 % об. Екстрактно съдържание 10 °P.
- „Алмус Special“ – светла бира. Състав: вода, ечемичен малц, хмел, бирена мая. Алкохолно съдържание – 5 % об. Екстрактно съдържание 11,5 °P.
- „Алмус Dark“ – тъмна бира. Състав: вода, ечемичен малц, хмел, бирена мая. Алкохолно съдържание 5,5 % об. Екстрактно съдържание 12 °P.